# 井原停留場
井原停留場（日语：／ Ihara teiryūjō */?），是位於愛知縣豐橋市井原町，豐橋鐵道東田本線與其支線的電車站。車站編號為12。

## 歷史
- 1960年（昭和35年）6月1日 - 電車站啟用。
- 1982年（昭和57年）7月31日 - 隨著此電車站至運動公園前之間的支線開通，增設了支線分支裝置和安全島。

## 電車站構造
電車站位於共用軌道上，設有3面3線的單式月台，該3座月台均在安全島和在路口前，分別是前往站前方向（路口西邊）、赤岩口方向（路口東邊）和運動公園前（路口南邊）方向。
在路口中心附近，運動公園前方向的支線路軌會經過一個急彎。其急彎是日本鐵路線中最急（半徑11m）。因此，豐橋鐵道所有超低地台車輛T1000形不可駛經這個彎位，只可前往赤岩口方向。部分低地台車輛Mo801也不可以駛經這個彎位，後來經過改裝後，於2018年4月起開始可以駛入該路段。

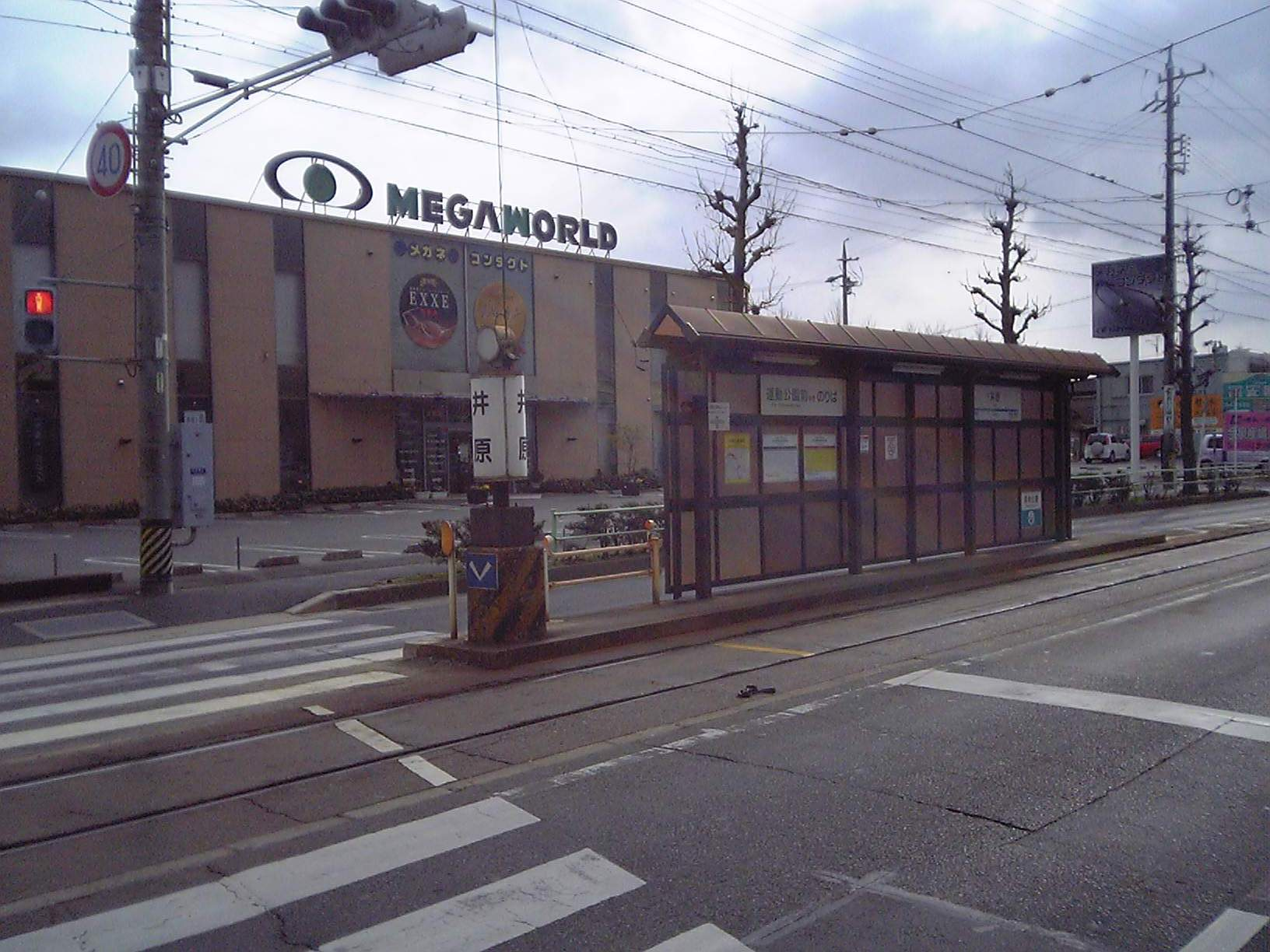
運動公園前方向的乘車處（2010年1月）
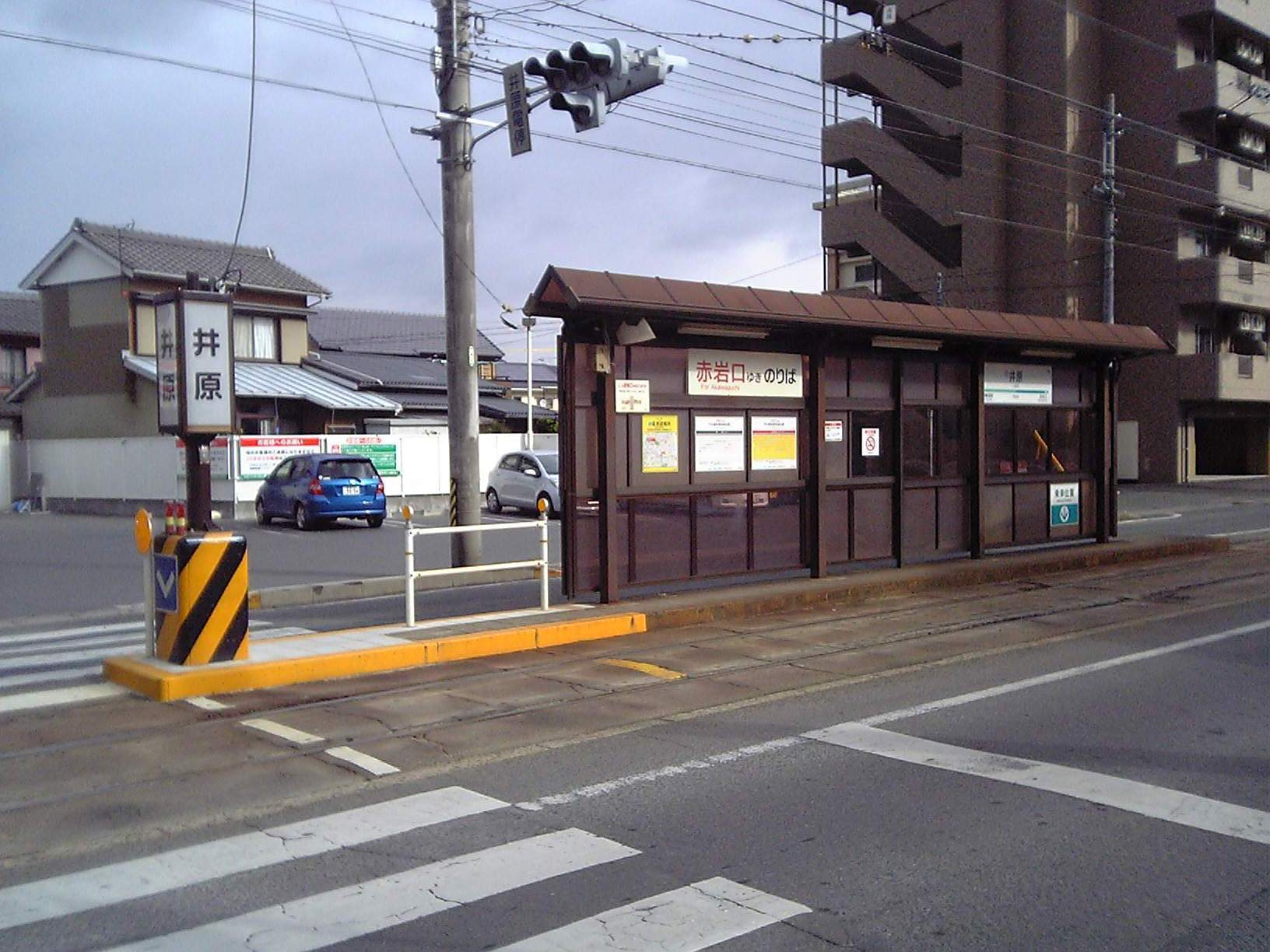
赤岩口方向的乘車處（2010年1月）
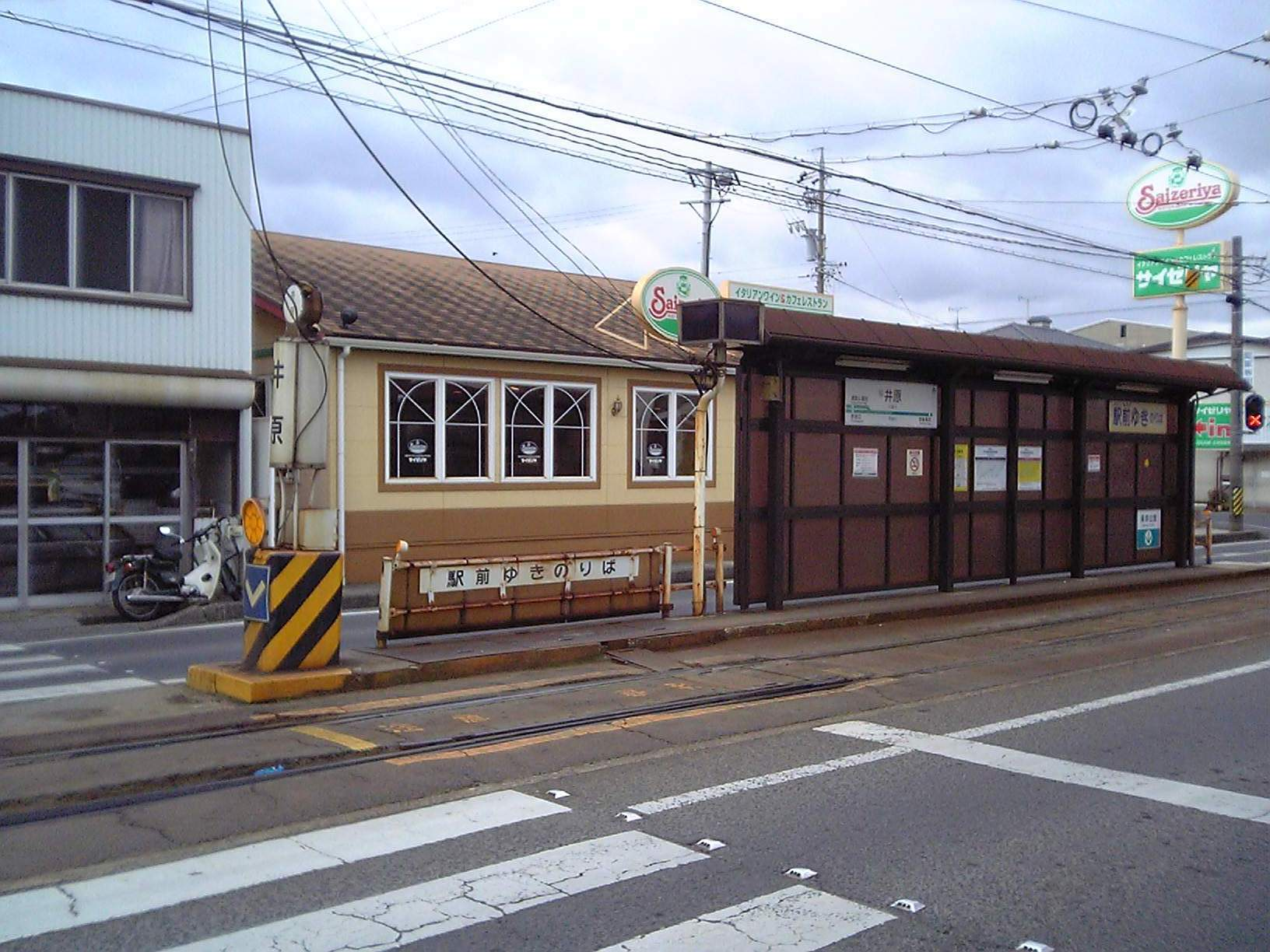
豊橋駅前方向的乘車處（2010年1月）

## 電車站周邊
- Mega World本店
- 7-11豐橋井原町店
- 薩莉亞豐橋平川店
- 吉野家豐橋平川店
- 多米街道（日语：多米街道）
- 市電通
- 運動公園通

## 相鄰電車站
豐橋鐵道
東田本線
競輪場前（11）－井原（12）－赤岩口（13）
東田本線（支線）
井原（12）－運動公園前（14）

## 注腳
1. ↑  . 豊橋鉄道株式会社.   [2015-07-11]. （原始内容存档于2021-02-04） （日语）.